# Анзор Кавазашвили
Анзор Кавазашвили (на грузински: ანზორ კავაზაშვილი; на руски: Анзор Кавазашвили) е съветски футболист и треньор. Почетен майстор на спорта на СССР (1967).

## Кариера
Кавазашвили играе за Динамо Тбилиси, Зенит Ленинград, Торпедо Москва, Спартак Москва, Торпедо Кутаиси и Спартак Кострома.
Кавазашвили влиза в символичния клуб на Лев Яшин, създаден през 1980 г. (като вратар, който запазва мрежата си суха в 100 или повече мача).
В първенството на СССР изиграва 274 мача, а в европейските турнири – 15.
Той заема отговорни длъжности във Футболната федерация на РСФСР и Държавния комитет по спорта на Русия.
Кавазашвили ръководи изцяло руската футболна асоциация. Ръководител на експертната комисия под председателството на Руски футболен съюз.
На 29 ноември 2011 г. Кавазашвили е хоспитализиран след сърдечен удар.
От 12 март 2017 г. е назначен за председател на Съвета на директорите на Анжи Махачкала.

### Национален отбор
Първият си мач за националния отбор на СССР играе на 27 юни 1965 г. срещу Дания (6:0).
Той е резерва на Лев Яшин на Световното първенство през 1966 г., когато националният отбор на СССР заема четвъртото място. Играе 2 мача на турнира, пропуска 1 гол.
Последният му мач за националния отбор е на 14 юни 1970 г. срещу Уругвай (0:1).

## Отличия

### Отборни
Торпедо Москва
- Съветска Висша лига: 1965
- Купа на СССР по футбол: 1968

Спартак Москва
- Съветска Висша лига: 1969
- Купа на СССР по футбол: 1971